# Francisco Moliner Colomer
Francisco Moliner Colomer (Ribesalbes, 28 de setembre de 1942) és un polític valencià, diputat a les Corts Valencianes en la IV i V Legislatures.
Diplomat en direcció d'empreses i militant del Partit Popular, a les eleccions municipals espanyoles de 1987 fou escollit regidor de l'ajuntament de Benicarló. Deixà el càrrec quan fou elegit diputat a les eleccions a les Corts Valencianes de 1995 i 1999. Ha estat vicepresident de la Comissió d'Indústria, Comerç i Turisme de les Corts Valencianes (1995-1999).